# Jidoka
Az autonomáció a géptervezés egy olyan jellegzetességét írja le, aminek a célja, hogy megvalósítsa a jidoka (japánul 自働化, ejtsd: dzsidóka) elvet, amit a Toyota Production System (TPS) és a lean gyártás használ. Úgy lehetne jellemezni, mint „intelligens automatizáció” vagy „automatizáció emberi érintéssel”. Ez a típusú automatizáció inkább felügyeleti, mintsem gyártási funkciókat lát el. A Toyotánál ez általában azt jelenti, hogy ha egy abnormális helyzet lép fel, akkor a gép megáll, és a munkás megállítja a gyártósort. Az autonomáció megelőzi, hogy hibás termékeket gyártsanak és megszünteti a túltermelést. Emellett ráirányítja a figyelmet a probléma megértésére, így biztosítja, hogy az többet ne forduljon elő. Tulajdonképpen egy minőségellenőrző folyamatot jelent, ami a következő elveket alkalmazza:
1. Az eltérés észlelése
2. Megállás
3. Az azonnali körülmények kijavítása
4. A fő ok elemzése és ellenintézkedések bevezetése

## Cél és bevezetés
Az autonomációt Singó Sigeo (japán ipari mérnök, TPS szakértő) előautomatizációnak nevezi. Olyan mechanizmusok révén, amik felfedezik a gyártási hibákat, elválasztja a munkásokat a gépektől. A Toyota több ilyen géppel rendelkezik. Singó Sigeo szerint 23 szint létezik a tisztán manuális és a teljesen automatizált munka között. A teljes automatizáltsághoz a gépeknek képesnek kell lenniük saját működési problémáik észlelésére és kijavítására, ami most még nem költséghatékony. Habár a teljes automatizáció előnyeinek 90 százalékára szert lehet tenni az autonomációval.
Az autonomáció célja, hogy lehetővé tegye a gyors vagy azonnali hibaészlelést, -azonosítást és -javítást, ami fellép a folyamat során. Az autonomáció segíti a dolgozót abban, hogy folyamatosan meg kelljen győződnie a gép normális működéséről. Így csak akkor kell erőfeszítéseket tennie, ha a gép figyelmezteti egy hibáról. Hogy érdekesebbé tegyék a munkát, fontos lépés, ha később felkérik a dolgozót, hogy felügyeljen több gépet. Erre a legelső példa Tojoda Szakicsi auto-aktiválású szövőszéke volt, ami automatikusan és azonnal leállt, ha a függőleges vagy oldalsó fonalak elszakadtak vagy elfogytak.
Példának okáért ahelyett, hogy várunk a gyártósor végéig, hogy megvizsgáljunk egy készterméket, az autonomáció alkalmazható a folyamat korábbi lépéseiben is, hogy csökkentse a hibás termékhez adott munkamennyiséget. Egy munkás, aki a saját munkáját vagy a közvetlenül az ő állomását megelőző munkát ellenőrzi, megállíthatja a gyártósort, ha hibát talál. Ez az észlelés a jidoka első lépése. Egy gép, ami hasonló hibafeltárási folyamatot végez, az autonomációhoz kapcsolódik.
Ha a gyártósor megállt, a felügyelő vagy egy a hibajavítás segítésére kijelölt ember azonnal figyelmét szenteli a problémának, amit a munkás vagy a gép felfedezett. A jidoka tökéletes végrehajtásához nem elég kijavítani a hibát a terméken, ahol felfedezték, hanem értékelni kell a folyamatot, és megváltoztatni annak érdekében, hogy ugyanennek a hibának az előfordulási valószínűsége csökkenjen. A problémának egy megoldása lehet például, ha „hibatesztelő” eszközt építenek be valahová a gyártósorba. Ezt az eszközt pokajoke néven ismerjük.

## Kapcsolat az éppen időben elvvel (Just-in-Time, JIT)
Óno Taiicsi és Tojoda Szakicsi, akiktől a TPS, textilgyártás és az autógyártás gyakorlatai erednek, a JIT-ot és az autonomációt olyan pilléreknek tekintették, amikre a TPS alapozhat. Jeffrey Liker és David Meier megjegyzik, hogy a jidoka vagy „a döntés, hogy inkább megálljunk és megoldjuk a problémákat, amikor azok felmerülnek, ahelyett, hogy továbbtoljuk őket a sorra későbbi megoldásra” hatalmas része annak a különbségnek, ami a Toyota és más cégek hatékonysága között van, akik megpróbálták alkalmazni a leant. Így az autonomáció a sikeres lean bevezetés kulcselemének mondható.
A JIT rendszerek számára abszolút fontosságú, hogy nulla hibával működjenek, különben ezek a hibák szétszakítják a gyártási folyamatot vagy a munka rendes áramlását.
A JIT és a lean mindig folyamatos fejlesztési lehetőségeket keres, miközben minőségi fejlesztésre, a problémák okainak megtalálására és kiküszöbölésére törekszik, hogy azok ne merüljenek fel folyton.
A jidoka magában foglalja a hibák vagy tökéletlenségek automatikus feltárását. Ha egy hiányosságot felfedeznek, a gyártás megállítása azonnal és kényszerűen a problémára irányítja a figyelmet. 
A megállás lassabb termelést von maga után, de úgy tartják, ez segít hamarabb felfedezni a tökéletlenségeket és megakadályozza a rossz gyakorlatok (bad practices) terjedését.

## Fordítás
- Ez a szócikk részben vagy egészben  az   Autonomation című angol Wikipédia-szócikk ezen változatának fordításán alapul.  Az eredeti cikk szerkesztőit annak laptörténete sorolja fel. Ez a jelzés csupán a megfogalmazás eredetét és a szerzői jogokat jelzi, nem szolgál a cikkben szereplő információk forrásmegjelöléseként.